# 田敬宣
田敬宣（？—？），本字鹏，北齐宦官。

## 生平
田敬宣是蛮人，虚龄十四五岁时就喜好读书，做了宦官之后，一有机会就向周围的人请教，每次到文林馆，总是气喘吁吁汗流浃背，除了请教书中的知识，不说别的闲话。田敬宣每次看到古人节义的事迹，常常为此激愤沉吟。颜之推看重田敬宣的勤学，对他很是开导奖励，田敬宣最后官至开府、中侍中。武平七年（576年），齐后主高纬逃到青州，派遣田敬宣到青州西边侦查周军的情况，田敬宣被周军俘虏。周人询问齐后主在什么地方，田敬宣假装说齐后主已经离去。周人殴打田敬宣想让他投降，每打断一肢，田敬宣的言辞更加激烈，脸色更加坚毅，最后四肢折断而死。